# Cruel & Unusual (Charged GBH)
Cruel & Unusual è un'EP - raccolta del gruppo Hardcore punk Charged GBH.

## Tracce
1. No
2. I'm On Heat
3. Last of the Teenage Idols
4. Punk Rock Ambulance
5. Three Piece Suit
6. Happyville USA
7. Freak (Live)
8. Time Bomb (Live)
9. Drugs Party in 526 (Live)
10. Give Me Fire (Live)

## Formazione
- Colin Abrahall  - voce
- Colin Blyth - chitarra
- Ross Lomas - basso
- Kai Reder - batteria
- Scott Preece - batteria